# 모이시아

기원후 117년의 로마 제국 때의 모이시아 지방: 로마 속주인 모이시아 수페리오르가 빨강으로, 모이시아 인페리오르가 분홍으로 표시되어 있다.

모이시아(라틴어: Moesia, 불가리아어: Мизия, 세르비아어: Мезија) 또는 모에시아는 현재의 세르비아와 불가리아 지방을 일컫는 고대의 지방이름이다.
북쪽으로 도나우강 하류, 서쪽으로 드리누스(지금의 드리나) 강, 남쪽으로 발칸 산맥, 동쪽으로 흑해에 접해 있다.
기원전 30년경 크라수스에게 정복당했고 기원후 15년 로마의 속주가 되었다. 이곳은 다키아 전쟁 때 키아브루스 강을 경계로 동쪽의 모이시아 인페리오르(Moesia Inferior)와 서쪽의 모이시아 수페리오르(Moesia Superior)라는 동서 2곳의 속주로 분할되었다.
트라야누스 황제 때 지금의 루마니아 일부가 모이시아 수페리오르에 추가되었다. 모이시아는 변방지역이었기 때문에 로마 수비대가 항상 지켜야 했으며 도나우 강을 따라 수비대의 진지가 건설되었다.
도나우 강 부근에 그리스 도시가 몇 개 생겨나면서 도나우 강변의 수비대 진지에서도 모이시아의 다른 주요도시들이 자라났는데 수비대는 그리스인이 대부분이었기 때문에 이 도시들의 주민 중에는 그리스인의 비율이 높았다. 흑해지방의 밀 생산 잉여분이 항상 로마 제국의 시장에서 소화될 수 있어 모이시아는 상당히 번창했다.
내륙에서는 농업과 과일재배가 성행했으며 발칸 산맥에는 풍부한 광물이 매장되어 있었다. 3세기의 위기에 이민족의 침공으로 심한 어려움을 겪었으며 270년경 이웃의 다키아 속주가 이민족의 손에 넘어갔을 때 그 주민들 다수가 모이시아로 옮겨왔다. 이런 곤란을 겪으면서도 모이시아는 7세기까지 동로마 제국의 일부로 남아 있었다.